# Mike Terézia
Mike Terézia, férjezett dr. Keller Lászlóné (Szombathely, 1927. november 4. – Budapest, 2020. január 30.) orvos, holokauszt-túlélő.

## Élete
Mike (Mautner) Imre (1897–1943) és Diamantstein Ilona (1899–1984) orvosszülők gyermekeként született a szombathelyi bábaképzőben neológ zsidó családban. Szülei a szegedi Ferenc József Tudományegyetemen ismerkedtek meg, s házasságkötésüket követően a Vas vármegyei Bajánsenyén vállaltak munkát, így Mike Terézia gyermekkorát is itt töltötte. Anyai nagyszülei Kolozsváron éltek, nagyapjának csemegeüzlete volt. 
Alapfokú tanulmányait a bajánsenyei református elemiben, a gimnázium első 4 osztályát magántanulóként végezte, s évente vizsgázott a Zalaegerszegi Magyar Királyi Állami Deák Ferenc Gimnáziumban. A gimnázium ötödik osztályától a Szentgotthárdi Magyar Királyi Állami Gimnáziumba járt, azonban deportálása miatt csak 1946-ban tudott leérettségizni.

### A holokauszt
1944. április 24-én édesanyjával együtt el kellett hagynia az otthonát; fejenként 20 kg csomagot vihettek magukkal. Először Muraszombatba vitték őket, ahonnan Csáktornyára, majd Nagykanizsára kerültek. Apját már két évvel korábban, 1942 nyarán munkaszolgálatos orvosként behívták Kőszegre, s többé nem látták. A nagykanizsai téglagyárból az első vidéki transzporttal az auschwitzi koncentrációs táborba deportálták, ahova május 2-án érkeztek meg. Néhány hét után anyja egy barakk-kórházban kapott orvosi munkát, ahova Mike Terézia betegként került, majd felépülése után ugyanott segédápolóként dolgozott. 1945 januárjában – a közeledő szovjet csapatok elől – evakuálták a tábort és gyalogmenetben – édesanyjával – Breslauig meneteltették, ahol bevagonírozták és Ravensbrückbe szállították. Két-három hét után áthelyezték Malchowba, egy ott működő lágerbe. Itt tartózkodott 1945. április végéig, míg végül a németek a láger többi foglyával együtt nyugat felé meneteltették. Pár nap után a katonák magukra hagyták őket, s így érte a felszabadulás. 1945. október 15-én, Terézia névnapon találkozott ismét édesanyjával – akit Malchow óta nem látott – egy Luckenwalde településen működő táborban. 1945. november elején tértek vissza Magyarországra.

### 1945 után
1946 szeptemberében kezdte meg felsőfokú tanulmányait a Pázmány Péter Tudományegyetem Orvostudományi Karán. 1952. augusztus 1-jén avatták orvosdoktorrá. Oklevelének megszerzése után a Kútvölgyi úti Állami Kórház belgyógyászati osztályán működött.
1950-ben férjhez ment dr. Keller László (1928–2004) orvoshoz.

## Művei
- A mellékvese-hormonok szerepe a vérnyomás-szabályozásban. Fiala Ervinnel. (Orvosi Hetilap, 1956, 21.)
- Mellékvese elégtelenség és hypertonia együttes kifejlődése tuberculosis kapcsán. Fiala Ervinnel. (Orvosi Hetilap, 1957, 48.)
- A carboanhydrase-ferment bénító új diureticumról - az acetazolamidról (Diamox, Fonurit). Székely Árpáddal. (Orvosi Hetilap, 1958, 3.)
- A pajzsmirigyműködés vizsgálata a vegetatív regulatio zavaraiban. Policzer Miklóssal, Fiala Ervinnel, Balassa Máriával és Sáfrány Lászlóval. (Orvosi Hetilap, 1959, 22.)
- A pajzsmirigy-functio vizsgálata hypertonia- és ulcusbetegségben. Policzer Miklóssal, Fiala Ervinnel és Balassa Máriával. (Orvosi Hetilap, 1960, 14.)
- Az elektroenkephalographia belgyógyászati vonatkozásai. Moussung-Kovács Erzsébettel. (Orvosi Hetilap, 1960, 32.)
- Pajzsmirigy-functiós próbák összehasonlító diagnostikus értékéről (750 beteg adatai alapján). Fiala Ervinnel, Policzer Miklóssal, Balassa Máriával. (Magyar Belorvosi Archivum, 1960, 3.)
- A szívinfarctusról. Nagy Gyulával, Bíró Sándorral. (Orvosi Hetilap, 1961, 17.)

## Díjai, elismerései
- Munka Érdemrend ezüst fokozata (1966)[2]